# یواس‌اس مگی (۱۸۵۸)
یواس‌اس مگی (۱۸۵۸) (به انگلیسی: USS Madgie (1858)) یک کشتی بود که طول آن ۱۲۲ فوت ۶ اینچ (۳۷٫۳۴ متر) بود. این کشتی در سال ۱۸۵۸ ساخته شد.